# バブルへGO!! タイムマシンはドラム式
『バブルへGO!! タイムマシンはドラム式』（バブルへゴー!! タイムマシンはドラムしき）は、2007年2月10日に公開されたホイチョイ・プロダクションズ原作、広末涼子主演の日本映画。

## ストーリー
いざなみ景気時の2007年3月、800兆円の国債発行残高を抱え、将来の財政破綻の危機が予想される日本国と日本経済。財務官僚の下川路功はその原因を、バブル景気時の1990年に大蔵省から通達された不動産融資総量規制の行政指導をきっかけとするバブル崩壊にあると考え、タイムマシンで歴史を遡りバブル崩壊を阻止しようと計画する。
彼は、偶然から洗濯機型タイムマシンを発明してしまった昔の恋人・田中真理子を1990年3月の東京に送り込むが、ほどなくして彼女は消息を絶った。死亡したとされた真理子の葬儀の席で、下川路功は彼女の娘・真弓と出会う。
事実を知った真弓は母を捜すため1990年の東京にタイムトラベルするが、そこには2007年の感覚からすると想像を絶するようなバブル景気に浮かれる人々がいた。

## キャスト

### 主要人物
下川路功（しもかわじ いさお） - 阿部寛
財務省の今や閑職につけられてしまっている官僚。タイムマシンで歴史を遡り、1990年の時点でのバブル崩壊を阻止しようと考えている。1990年の時点では女性関係に積極的で軽薄な東大卒若手大蔵官僚（上級職と思われる）。自宅は六本木に程近い港区内にあるメゾネットタイプのマンションで、住宅ローンで購入し居住している。
歴史改変後は衆議院議員となり、2007年3月時点では内閣総理大臣に就任している。一方で軽薄なキャラはそのままであり、高橋裕子との愛人関係を示唆する発言もある。
田中真弓（たなか まゆみ） - 広末涼子
フリーター。彼氏の多額の借金を押し付けられ、六本木スクエアビル8階にあるキャバクラでキャバ嬢としてアルバイトしている。下川路によってタイムマシンで1990年3月26日の東京に送り込まれる。
宮崎薫（みやざき かおる） - 吹石一恵
テレビレポーター。1990年の時点ではボディコンファッションに身を固め、下川路を追い回して特ダネをモノにしようとしている。未来から来た真弓に興味を持ち彼女をも追い回すようになる。
歴史改変後はニュースキャスターになっている。
高橋裕子（たかはし ゆうこ） - 伊藤裕子
1990年の時点でも2007年の時点でも芹沢の秘書。薫にライバル意識を燃やしている。
歴史改変後の2007年では下川路の公設秘書となり、また下川路との関係も続いている様子がやり取りで窺える。
田島圭一（たじま けいいち） - 劇団ひとり
2007年の時点では真弓につきまとう借金取りで、歯が欠けており頭頂部が禿げている。1990年の時点ではチョー銀（字幕上）への就職を控えた大学4年生で2007年の風貌とはまるで違い、紺ブレザー姿の爽やかな好青年。真弓にクリスタルヨットクラブ（天王洲アイル対岸に所在するレストラン船）で行われる卒業パーティーへの同伴役をお願いする。
歴史改変後の2007年では高橋と共に下川路の公設秘書となっているが、頭頂部が禿げているのは変わっていない。
菅井拓郎（すがい たくろう） - 小木茂光
財務省の官僚で下川路の同僚。下川路のタイムマシン計画に協力する。1990年時点では試験鑑定課所属。サスペンダーをしている。
歴史改変後は下川路とともに衆議院議員に転進し、2007年には下川路内閣の内閣官房長官となる。
玉枝（たまえ） - 森口博子
2007年の時点では真弓がアルバイトしているキャバクラのママ。1990年時点では赤坂一の売れっ子芸者。
芹沢良道（せりざわ よしみち） - 伊武雅刀
1990年の時点では大蔵省金融局長であり下川路の上司。超大物政治家や財界人、外資系金融幹部などを巻き込んで日本経済を崩壊させる「バブル崩壊計画」を水面下で進めていた（崩壊後に企業を安く買い集め、その後、高く売り抜けるという計画）。真弓が1990年にタイムスリップする前の2007年時点では大蔵省（財務省）を退職後「芹沢ファンド」代表。
真理子が持ち込んだとされる2007年の週刊ダイヤモンドで書かれた自身の記事を見てバブル崩壊を思いついたとされる。しかし、真弓・下川路らに阻止されたばかりか、密議の一部始終を宮崎らにテレビで生中継され、警察に逮捕される。歴史改変後の2007年時点では消息は明らかにされていないが、少なくとも芹沢ファンドは存在していない。
田中真理子（たなか まりこ） - 薬師丸ひろ子
真弓の母で港区海岸にある「日立家電研究所（架空）」の研究員。東大卒で下川路とは学生時代の恋人同士。偶然からドラム式洗濯機型タイムマシンを発明することになり、下川路の計画に協力して最初に1990年の東京に送り込まれるが消息を絶つ。バブル崩壊回避を訴えるが、芹沢局長が取り合わなかったため、時の首相（史実では海部俊樹）に直訴しようとして車を止めたが、逮捕・拘留されてしまっていた。
下川路との間に出来た娘である真弓の存在を秘匿し、シングルマザーとして真弓を育ててきた。1990年の真理子の命を狙った黒服の男たちを下川路が差し向けたと勘違いし、娘の存在を下川路に明かすこととなる。その後、殺されかかったが下川路と真弓に助け出された。その際にプロポーズされ、結婚することになる。

### カメオ出演
※すべて本人役によるカメオ出演。なお、当時の彼らは無名の存在だったので、この映画でもそういう設定である。
- 飯島愛 - 1990年時点では六本木のディスコで踊っているただの素人[注釈 1]。
- 飯島直子 - 1990年時点ではまだ駆け出しの新人テレビタレント。
- 八木亜希子 - 1990年時点では入局2年目の新人アナウンサー。
- ラモス瑠偉 - 1990年時点ではJリーグ開幕以前[注釈 2]の読売サッカークラブ選手。ディスコで偶然見つけた真弓がラモスにドーハでのW杯予選対イラク戦でのアドバイスを送る。それを半信半疑ながらも受け入れたことから歴史改変後の1993年の予選は無事突破、1994 FIFAワールドカップへの出場を果たしている。自身もドーハの英雄とされ、2007年時点でサッカー日本代表監督に就任している。

### 劇中劇出演
※劇中のテレビ映像の出演者。すべて本人役。
- 露木茂、松山香織 - 劇中に流れる1990年当時のニュース映像（FNNスーパータイム）で登場。なお1990年当時、実際にキャスターを務めていたのはこの2人ではなく上田昭夫と安藤優子であり、露木・松山コンビの誕生はそれから4年後の1994年4月になる。またスタジオセットも1994年10月以降の4代目セットである。
- 鷲尾いさ子、今井美樹 - 劇中に流れる1990年当時のCM映像（鷲尾:サントリー鉄骨飲料、今井:資生堂）で登場。
- 小野ヤスシ - 劇中に流れる1990年当時のテレビ番組（スターどっきり（秘）報告）の映像で登場。真弓が終盤の芹沢たちの密議に潜入するヒントとなる。
- 木幡美子

### その他出演
- キャバ嬢 - 愛川ゆず季
- キャバクラ客 - 鈴木一功
- キャバクラ客 - 有吉弘行
- 研究員 - 山岸拓生
- CanCamスカウトマン - 杉崎真宏

## スタッフ
- 監督： 馬場康夫
- 原作： ホイチョイ・プロダクションズ
  - 井上顕治
  - 阪東義則
  - 市川裕之
  - 草場滋
  - 松田充信
- 脚本： 君塚良一
- 脚本協力： 河合康紀
- 音楽： 本間勇輔 - 映画終盤にドラマ『古畑任三郎』で使用された曲がパロディとして流れる。
- 撮影： 松島孝助
- 照明： 吉角荘介
- 美術： 清水剛
- 録音： 中村淳
- 編集： 奥田浩史
- 助監督： 足立公良
- 音響効果： 柴崎憲治
- ステディカム： 金子雪生
- 特殊メイクスーパーバイザー： 原口智生
- アクションコーディネート： 山田一善
- ダンス指導： 香瑠鼓
- カースタント： ラッキー（大友千秋、野呂慎治、花田奈美、橋本充吾）
- 操演：スプリーム・エフェクト（羽鳥博幸、宇田川幸夫、高見沢利光）
- 画コンテ： 樋口真嗣、丹治匠
- VFXプロデューサー ： 大屋哲男
- VFXスーパーバイザー： 道木伸隆
- 特撮監督： 尾上克郎
- 特撮：特撮研究所
- VFX・CG：マリンポスト、デザインコンビナート、アンカバー、日本映像クリエイティブ、キュー・テック、早稲田本庄スタジオ
- 現像： IMAGICA
- スタジオ： 東宝スタジオ、東宝ビルト
- 製作者： 亀山千広
- 共同製作者： 島本雄二、島谷能成、亀井修
- エグゼクティブプロデューサー： 清水賢治、石原隆、林紀夫
- プロデューサー： 宮澤徹（フジテレビ）、種田義彦（フジテレビ）、和田倉和利（シネバザール）、蔵本憲昭（電通）、仁科昌平（電通）
- 製作プロダクション：シネバザール
- 製作： フジテレビ、電通、東宝、小学館
- 特別協賛： HITACHI
- 特別協力： 日産自動車、Yahoo! JAPAN、サントリー
- 配給： 東宝

## ロケ地
- 六本木交差点
- 旧六本木スクエアビル
- 六本木瀨里奈前
- ロアビル前
- マナビス本社工場（日立家電研究所シーン）
- 財務省正門
- クリスタルヨットクラブ
- レインボーブリッジ
- 山梨県庁旧館（大蔵省シーン）
- 茨城県庁三の丸庁舎（大蔵省シーン）
- 国会議事堂前
- 六本木1丁目歩道橋
- 赤坂
- 外苑前「セラン」
- 外苑前並木通り
- 横浜港
- 浜崎橋ジャンクション
- マハラジャ
- 東京海洋大学
- ホテルカデンツァ光が丘
- 赤坂プリンスホテル

## 音楽

### 主題歌
- 加藤ミリヤ「Eyes on you」（ソニー・ミュージックエンタテインメント）

### 劇中使用曲

#### 洋楽
- Kool & the Gang「CHERISH」
- M.C. Hammer「U Can't Touch This」
- C+C Music Factory「Gonna Make You Sweat」
- Boys Town Gang「Can't Take My Eyes Off You」
- Lisa Stansfield「All Around the World」

#### 邦楽
- Princess Princess「Diamonds」
- リンドバーグ「今すぐKiss Me」
- 鷲尾いさ子&鉄骨娘「鉄骨娘」

## 書籍/DVD/CD

### 書籍
- ノベライズ「バブルへGO!! タイムマシンはドラム式」 2007年1月発売

### DVD
- バブルへGO!! タイムマシンはドラム式 2007年8月17日発売 スペシャル・エディション、スタンダード・エディション

### CD
- サウンドトラック 2007年2月7日発売
  - 「バブルへGO!!タイムマシンはドラム式」オリジナル・サウンドトラック
- オムニバス 2007年2月7日発売
  - 「バブルへGO!! タイムマシンはドラム式 presents バブルでGO!!エロチカ★チーク!」
  - 「バブルへGO!! タイムマシンはドラム式 presents バブルへGO!!イケイケ☆ユーロビート＆ダンス」
  - 「バブルへGO!! タイムマシンはドラム式 presents バブルへGO!!キラキラ☆ポップ!」
  - 「バブルへGO!! タイムマシンはドラム式 presents バブルへGO!!トキメキ☆ディスコ!」

## 原案
本作品の原案は2004年に描かれたコミック「気まぐれコンセプト」の長編作品（8ページ。4コマ漫画と比べればかなりの長編である）。単行本「気まぐれコンセプト・クロニクル」に収録されている。ストーリーは細部がかなり違い、原案コミックでタイムマシンに乗るのは主人公ヒライ。タイムマシンは超高速のエレベーター（高速エレベータも日立製作所グループの製品群にある）である。しかし、総量規制発表を妨害したり、それにより至る結末などは同じである。
- 公開に合わせ「気まぐれコンセプト」上にて洗濯機型タイムマシンのミニチュア（高さ4cm）を付けた携帯ストラップのプレゼントを実施した。携帯が鳴ると洗濯機の中で青い光が点滅するというもの。「抽選だけど、たぶん応募すれば全員貰えるぞ（約束はしないけどね）」とのことであった。ところが、実際は応募が殺到したため、締め切り後、主人公のヒライらが陳謝するネタが掲載された。

## 備考

### 日立製作所とのタイアップについて
- 本作品に登場するタイムマシンは、特別協賛の日立製作所のグループ会社、日立アプライアンス製のドラム式洗濯機をベースにした、という設定になっている。このこともあり、DVDに付属している冊子の裏・パンフレットには、「洗濯機の中には絶対に入らないでください。危険です」という掲載がなされ、映画のエンドクレジットの終盤には、真理子のナレーションで警告のアナウンスをしている。また日立アプライアンス製のドラム式洗濯乾燥機「ビッグドラム」2006年モデルのテレビCMにおいても同様のテロップが付されていた。監督の馬場康夫は、日立製作所元専務・馬場粂夫の孫で、日立製作所宣伝部に所属していた。
- 現代部分・1990年部分ともに家電類は、日立製らしきものである。研究所の片隅には、1990年前後に流行語となった「ファジィ掃除機」の人型POPが置かれている。
- 「日立製作所家電研究所」は、日立製作所の家電品製品化研究所として実在した名称である[2]。

### 携帯電話について
- 当作品で真弓が使用する携帯電話は日立製作所製[注釈 3]ではなく、三菱電機製のNTT DoCoMo FOMAD902iであった。これは、フジテレビ系の番組では元々NTTドコモ或いはNTTグループがスポンサーに連ねるものが多く、NTTドコモはフジテレビジョン（現在のフジ・メディア・ホールディングス）の大株主となっているなど、一定の取引関係があり、同業他キャリア（KDDI＝au、ソフトバンクモバイル）がスポンサーとなる番組・映画[注釈 4]以外は基本的にドコモ製端末を使用する傾向が強く[3]、三菱電機はかつてフジテレビの番組で電機メーカーとして唯一冠番組を持っていた[4]などの影響が反映された格好となっている。
- 1990年時点では、現実に存在したNTTの携帯電話（NTT大容量方式）を使用しているが、商用化後間もないころで、非常に高価なサービスであり、ポストバブルの頃に出現したPDCが普及するまで、中流階級が携帯電話を使用することは非常に贅沢であった。大蔵キャリアである下川路でさえ、ポケットベル（NTTではなく東京テレメッセージ）を常用し、公衆電話を使用していた。なおTTMのポケットベルについても日立は納入していない。

### 自動車について
1990年を想定しているにもかかわらず、当時発売されていなかった車種が登場している。
- トヨタ・クラウンコンフォート（1995年販売開始） - 劇中登場するタクシー
- 日産・クルー（タクシー用は1993年、一般向けは1994年販売開始） - 覆面パトカー
- メルセデス・ベンツ・Eクラス - W124の後期型が登場するが、これは1993年以降のモデルである。

### 飛行機について
真弓の助言（歴史改変）によりドーハの悲劇を回避し、サッカー日本代表監督になったラモス瑠偉が、FIFAワールドカップに出発する場面では、サッカー日本代表のオフィシャルエアラインの日本航空ではなく、制作に名を連ねた電通の大手顧客である全日空をなぜか利用することになっている。なお、公開前年にフジテレビは「アテンションプリーズ」を、日本航空とのタイアップで製作しているが、本作品の翌年に制作した映画「ハッピーフライト」では、全日空とタイアップしている。

### 他映画作品へのオマージュについて
- 料亭での芹沢たちの密議の内容一部始終を撮影録画した携帯電話が大立ち回りの最中に畳の上に落ち、真由美が必死に追いかけ拾おうとするも、室内にいる大勢の動いてる足に蹴られて移動し、思うように拾えないシーンは、「インディ・ジョーンズ/魔宮の伝説」冒頭の毒を盛られた主人公が解毒剤の入ってるビンを同じく必死に追いかけるシーンもしくは「ラッシュアワー2」のクライマックスシーンで主人公の口に爆弾を入れられ、起爆装置のリモコンを奪い返そうと必死に追いかけるシーンに酷似している。
- 終盤に登場する歴史改変後の日本での下川路首相登場場面（高級車から降り立つシーン）は、同じくタイムスリップを題材にしている『ファイナル・カウントダウン』終盤で現代に帰還した主人公の前に登場するかつての僚友（過去に置き去りになり、その後、歳を重ねながら大実業家になっていた）の同様のシーンに酷似している。
- 『バック・トゥ・ザ・フューチャー』も当初は冷蔵庫をタイムマシンにすることを考えていたが、「真似されて事故が起きては困る」ということで見送られた経緯が、DVDのコメンタリで製作者により語られている。
- 2010年にアメリカで制作・公開されたタイムトラベルもののSFコメディ映画「Hot Tub Time Machine」が日本でビデオスルーされる際に、邦題が「オフロでGO!!!!! タイムマシンはジェット式」となっている。原題のHot Tubとは浴槽（ジェットバス）を指している。

### その他
- 1990年の宮崎がいるテレビ局の外観は1997年3月まで所在していた河田町のフジテレビ本社ビルをCGで再現している。ただしフジテレビという名称は使われておらず、社屋壁面に掲示されていた局ロゴも1986年3月以前の「8マーク」である（「目玉マーク」の使用開始は1986年4月1日から）。高視聴率御礼の垂れ幕に書かれているニュース番組が『FNWスーパータイムニュース』となっている。元ネタは『FNNスーパータイム』と『FNNスーパーニュース』であり、実際の1990年当時放送されていたのは前者のほうである。歴史改変後の2007年のニュース番組のシーンは台場本社の報道センターが使われている。
- 改変後の下川路内閣発足の新聞号外を見せるシーンでは、紙面がフジサンケイグループの産経新聞ではなく朝日新聞だった。阿部は2011年に朝日新聞デジタルのキャラクターとしてCM契約している。
- 現在の下川路が真弓に渡した名刺に書かれている財務省の郵便番号が100-8940（やくしまる）。これは実際の住所通り[5]。1998年、郵便番号7桁化の際に、若い財務官僚がファンだった薬師丸ひろ子に因（ちな）んで設定した[6]。大口顧客、この場合は大蔵省（当時）には希望の番号を選べる特権があった[6]。

### テレビ放送について
- テレビ初回放送は2008年1月12日の「土曜プレミアム」で行われ、視聴率は15.3%（関東地区、ビデオリサーチ調べ）だった。
- 2010年11月6日の放送は「土曜プレミアム」で21:00 - 23:10の放送予定だったが、この前の時間帯に放送されていたプロ野球日本シリーズ第6戦の中継が3時間10分にも及ぶ大幅な延長のため、翌日0:10 - 2:20の深夜にずれ込む異常事態となった。それでも視聴率は9.0%（同）と健闘した。